# Luchezarni (Sochi)
Luchezarni (del ruso: Лучезарный) es un microdistrito perteneciente al distrito de Lázarevskoye de la unidad municipal de la ciudad-balneario de Sochi del krai de Krasnodar del sur de Rusia.
Está situado en la zona sudeste del distrito, en las colinas de la margen derecha de la desembocadura del río Bitja en la costa nororiental del mar Negro, de la que dista 200 m. Sus arterias principales son las calles Dekabristov y Luchezarnaya. 

## Economía y transporte
Luchezarni es un tranquilo lugar de veraneo en un área boscosa cercana a una playa de 3 km de largo, por lo que el motor de la economía local es el turismo y su alojamiento (pensiones Luchezarni, Mosenergo, Ivushka, etc.).
La estación de ferrocarril más cercana se halla en Loó, 3 km al noroeste. Por la localidad pasa la carretera federal M27 Dzhubga-frontera abjasa.